# Max Kruse (futbolista)
Maximilian Kruse (Reinbek, Schleswig-Holstein, Alemania, 19 de abril de 1988) es un exfutbolista alemán. Jugaba como centrocampista y su último equipo fue el S. C. Paderborn 07 de la 2. Bundesliga. Debutó como profesional en el Werder Bremen y pasó por clubes como el St. Pauli y el Friburgo, además de formar parte de las categorías inferiores de la selección de fútbol de Alemania.

## Trayectoria
Kruse se integró a las divisiones menores del TSV Reinbek y en verano de 1998 se unió al SC Vier- und Marschlande. Luego de siete años, atrajo el interés del Werder Bremen en julio de 2005, club que lo llevó a sus filas y lo haría debutar de manera profesional. Entre 2007 y 2009, sólo jugó un partido con el primer equipo pues alternaba en el Werder Bremen B que disputaba la tercera división alemana.
El 4 de mayo de 2009, firmó con el St. Pauli de la 2. Bundesliga. En su primera temporada, convirtió 7 goles en 31 partidos logrando el ascenso a la 1. Bundesliga 2010-11, campaña en la que marcó 2 tantos en 34 partidos. St. Pauli no pudo mantener la categoría y volvió a descender.
Para la temporada 2012-13, Kruse se convirtió en nuevo refuerzo del Friburgo, club con el cual protagonizó una buena campaña, siendo una pieza clave y clasificándose para la Liga Europea de la UEFA 2013-14.
En junio de 2019 decidió marcharse fuera de Alemania para jugar con el Fenerbahçe S. K. Un año después rescindió su contrato de manera unilateral debido a retrasos en los pagos de su ficha.
El 6 de agosto de 2020 se hizo oficial su vuelta al fútbol alemán tras firmar con el Unión Berlín. Allí estuvo temporada y media antes de regresar en enero de 2022 al VfL Wolfsburgo. Dejó el club antes de acabar el año y estuvo sin equipo hasta que se unió al S. C. Paderborn 07 la temporada siguiente.
El 24 de noviembre, rescindió su contrato con el club y finalmente, el 20 de diciembre, anunciaría su retirada.

## Selección nacional
Kruse ha sido internacional con la selección de fútbol de Alemania en dos ocasiones. También integró las categorías inferiores sub-19, sub-20 y sub-21, marcando un gol en un partido con esta última.
Con la selección sub-19 disputó la edición de 2007 del Campeonato de Europa Sub-19 de la UEFA, competición en la cual anotó dos tantos en la fase de grupos: uno frente a Rusia y otro a Serbia. 
Kruse fue convocado a la selección de mayores por primera vez para el enfrentamiento amistoso contra Ecuador, a disputarse el 29 de mayo el 29 de mayo de 2013 en Boca Ratón, Florida, Estados Unidos. Precisamente, debutó en ese partido, asistiendo a Lukas Podolski, antes de ser sustituido por Dennis Aogo en el minuto 79. Kruse anotó su primer tanto en su segundo partido, en la derrota por 4-3 ante Estados Unidos.

### Participaciones en Eurocopas
| Torneo                  | Sede    | Resultado |
| ----------------------- | ------- | --------- |
| Eurocopa Sub-19 de 2007 | Austria | Semifinal |

## Estadísticas

### Clubes

#### Juveniles
| Club                            | Temporada           | Liga | Liga | Liga | Copas nacionales | Copas nacionales | Copas nacionales | Copas internacionales | Copas internacionales | Copas internacionales | Total | Total | Total |
| Club                            | Temporada           | PJ   | G    | A    | PJ               | G                | A                | PJ                    | G                     | A                     | PJ    | G     | A     |
| ------------------------------- | ------------------- | ---- | ---- | ---- | ---------------- | ---------------- | ---------------- | --------------------- | --------------------- | --------------------- | ----- | ----- | ----- |
| Werder Bremen sub-19 · Alemania | 2005-06             | 13   | 6    | 1    | 0                | 0                | 0                | 0                     | 0                     | 0                     | 13    | 6     | 1     |
| Werder Bremen sub-19 · Alemania | 2006-07             | 26   | 13   | 7    | 0                | 0                | 0                | 0                     | 0                     | 0                     | 26    | 13    | 7     |
| Werder Bremen sub-19 · Alemania | Total               | 39   | 19   | 8    | 0                | 0                | 0                | 0                     | 0                     | 0                     | 39    | 19    | 8     |
| Total en su carrera             | Total en su carrera | 39   | 19   | 8    | 0                | 0                | 0                | 0                     | 0                     | 0                     | 39    | 19    | 8     |

#### Profesional
Actualizado al último partido disputado el 14 de mayo de 2022. 
| Werder Bremen II · Alemania | 2006-07       | 12  | 0   | 0   | 0  | 0 | 0  | 0  | 0 | 0 | 12  | 0   | 2   |
| Werder Bremen II · Alemania | 2007-08       | 33  | 2   | 7   | 0  | 0 | 0  | 0  | 0 | 0 | 33  | 2   | 7   |
| Werder Bremen II · Alemania | 2008-09       | 23  | 5   | 3   | 0  | 0 | 0  | 0  | 0 | 0 | 23  | 5   | 3   |
| Werder Bremen II · Alemania | Total         | 68  | 7   | 10  | 0  | 0 | 0  | 0  | 0 | 0 | 68  | 7   | 10  |
| Werder Bremen · Alemania | 2007-08       | 1   | 0   | 1   | 3  | 0 | 1  | 0  | 0 | 0 | 4   | 0   | 2   |
| Werder Bremen · Alemania | 2008-09       | 0   | 0   | 0   | 0  | 0 | 0  | 0  | 0 | 0 | 0   | 0   | 0   |
| Werder Bremen · Alemania | Total         | 1   | 0   | 1   | 3  | 0 | 1  | 0  | 0 | 0 | 4   | 0   | 2   |
| F. C. St. Pauli II · Alemania | 2009-10       | 1   | 0   | 0   | 0  | 0 | 0  | 0  | 0 | 0 | 1   | 0   | 0   |
| F. C. St. Pauli II · Alemania | 2010-11       | 1   | 0   | 2   | 0  | 0 | 0  | 0  | 0 | 0 | 1   | 0   | 2   |
| F. C. St. Pauli II · Alemania | Total         | 2   | 0   | 2   | 0  | 0 | 0  | 0  | 0 | 0 | 2   | 0   | 2   |
| F. C. St. Pauli · Alemania | 2009-10       | 29  | 7   | 4   | 2  | 0 | 0  | 0  | 0 | 0 | 31  | 7   | 4   |
| F. C. St. Pauli · Alemania | 2010-11       | 33  | 2   | 4   | 1  | 0 | 0  | 0  | 0 | 0 | 34  | 2   | 4   |
| F. C. St. Pauli · Alemania | 2011-12       | 34  | 13  | 7   | 1  | 0 | 0  | 0  | 0 | 0 | 35  | 13  | 7   |
| F. C. St. Pauli · Alemania | Total         | 96  | 22  | 15  | 4  | 0 | 0  | 0  | 0 | 0 | 100 | 22  | 15  |
| S. C. Friburgo · Alemania | 2012-13       | 34  | 11  | 8   | 5  | 1 | 2  | 0  | 0 | 0 | 39  | 12  | 10  |
| S. C. Friburgo · Alemania | Total         | 34  | 11  | 8   | 5  | 1 | 2  | 0  | 0 | 0 | 39  | 12  | 10  |
| Borussia Mönchengladbach · Alemania | 2013-14       | 34  | 12  | 12  | 1  | 0 | 0  | 0  | 0 | 0 | 35  | 12  | 12  |
| Borussia Mönchengladbach · Alemania | 2014-15       | 32  | 11  | 9   | 3  | 2 | 1  | 7  | 0 | 1 | 42  | 13  | 11  |
| Borussia Mönchengladbach · Alemania | Total         | 66  | 23  | 21  | 4  | 2 | 1  | 7  | 0 | 1 | 77  | 25  | 23  |
| VfL Wolfsburgo · Alemania | 2015-16       | 32  | 6   | 7   | 1  | 1 | 2  | 9  | 2 | 2 | 42  | 9   | 11  |
| VfL Wolfsburgo · Alemania | Total         | 32  | 6   | 7   | 1  | 1 | 2  | 9  | 2 | 2 | 42  | 9   | 11  |
| Werder Bremen · Alemania | 2016-17       | 23  | 15  | 7   | 1  | 0 | 0  | 0  | 0 | 0 | 24  | 15  | 7   |
| Werder Bremen · Alemania | 2017-18       | 29  | 6   | 9   | 4  | 2 | 2  | 0  | 0 | 0 | 33  | 8   | 11  |
| Werder Bremen · Alemania | 2018-19       | 32  | 11  | 10  | 4  | 1 | 4  | 0  | 0 | 0 | 36  | 12  | 14  |
| Werder Bremen · Alemania | Total         | 84  | 32  | 26  | 9  | 3 | 6  | 0  | 0 | 0 | 93  | 35  | 32  |
| Fenerbahçe S. K. Turquía | 2019-20       | 20  | 7   | 6   | 3  | 0 | 0  | 0  | 0 | 0 | 23  | 7   | 6   |
| Fenerbahçe S. K. Turquía | Total         | 20  | 7   | 6   | 3  | 0 | 0  | 0  | 0 | 0 | 23  | 7   | 6   |
| F. C. Unión Berlín · Alemania | 2020-21       | 22  | 11  | 5   | 0  | 0 | 0  | 0  | 0 | 0 | 22  | 11  | 5   |
| F. C. Unión Berlín · Alemania | 2021-22       | 16  | 4   | 4   | 2  | 1 | 1  | 0  | 0 | 0 | 18  | 5   | 5   |
| F. C. Unión Berlín · Alemania | Total         | 38  | 15  | 9   | 2  | 1 | 1  | 0  | 0 | 0 | 40  | 16  | 10  |
| VfL Wolfsburgo · Alemania | 2021-22       | 14  | 7   | 1   | 0  | 0 | 0  | 0  | 0 | 0 | 14  | 7   | 1   |
| VfL Wolfsburgo · Alemania | Total         | 14  | 7   | 1   | 0  | 0 | 0  | 0  | 0 | 0 | 14  | 7   | 1   |
| Total carrera | Total carrera | 455 | 130 | 106 | 31 | 8 | 13 | 16 | 2 | 3 | 502 | 140 | 122 |
| (1) Incluye datos de Copa de Alemania y Supercopa de Alemania. (2) Incluye datos de Liga Europea de la UEFA y Liga de Campeones de la UEFA. |               |     |     |     |    |   |    |    |   |   |     |     |     |

### Selección nacional
La siguiente tabla detalla los encuentros disputados y los goles marcados por Kruse con la selección alemana.
| Sub-19 · Alemania | 2006  | 2  | 2 | 0 | - | - | - | - | - | - | 2  | 2  | 0 |
| Sub-19 · Alemania | 2007  | 3  | 1 | 0 | - | - | - | 4 | 2 | 0 | 7  | 3  | 0 |
| Sub-19 · Alemania | Total | 5  | 3 | 0 | 0 | 0 | 0 | 4 | 2 | 0 | 9  | 5  | 0 |
| Sub-20 · Alemania | 2007  | 3  | 0 | 0 | - | - | - | - | - | - | 3  | 0  | 0 |
| Sub-20 · Alemania | 2008  | 3  | 1 | 1 | - | - | - | - | - | - | 3  | 1  | 1 |
| Sub-20 · Alemania | Total | 6  | 1 | 1 | 0 | 0 | 0 | 0 | 0 | 0 | 6  | 1  | 1 |
| Sub-21 · Alemania | 2008  | 1  | 1 | 0 | - | - | - | - | - | - | 1  | 1  | 0 |
| Sub-21 · Alemania | Total | 1  | 1 | 0 | 0 | 0 | 0 | 0 | 0 | 0 | 1  | 1  | 0 |
| Absoluta · Alemania | 2013  | 3  | 1 | 2 | 3 | 0 | 1 | - | - | - | 6  | 1  | 3 |
| Absoluta · Alemania | 2014  | 1  | 0 | 1 | 3 | 0 | 2 | - | - | - | 4  | 0  | 3 |
| Absoluta · Alemania | 2015  | 2  | 0 | 0 | 2 | 3 | 1 | - | - | - | 4  | 3  | 1 |
| Absoluta · Alemania | Total | 6  | 1 | 3 | 8 | 3 | 4 | 0 | 0 | 0 | 14 | 4  | 7 |
| Total | Total | 18 | 6 | 4 | 8 | 3 | 4 | 4 | 2 | 0 | 30 | 11 | 8 |
| (1) Incluye datos de clasificación europea y mundialista. (2) Incluye datos del Campeonato de Europa Sub-19 de la UEFA. |       |    |   |   |   |   |   |   |   |   |    |    |   |

### Resumen estadístico
| Competición           | Partidos | Goles | Asistencias | Promedio |
| --------------------- | -------- | ----- | ----------- | -------- |
| Liga                  | 431      | 121   | 104         | 0,28     |
| Copas nacionales      | 26       | 7     | 12          | 0,26     |
| Copas internacionales | 16       | 2     | 3           | 0,13     |
| Selección de Alemania | 14       | 4     | 7           | 0,29     |
| Selecciones juveniles | 16       | 7     | 1           | 0,43     |
| Total                 | 503      | 141   | 127         | 0,28     |

## Palmarés

### Campeonatos nacionales
| Título                | Club           | País     | Año  |
| --------------------- | -------------- | -------- | ---- |
| Supercopa de Alemania | VfL Wolfsburgo | Alemania | 2015 |